# FC Villefranche Beaujolais

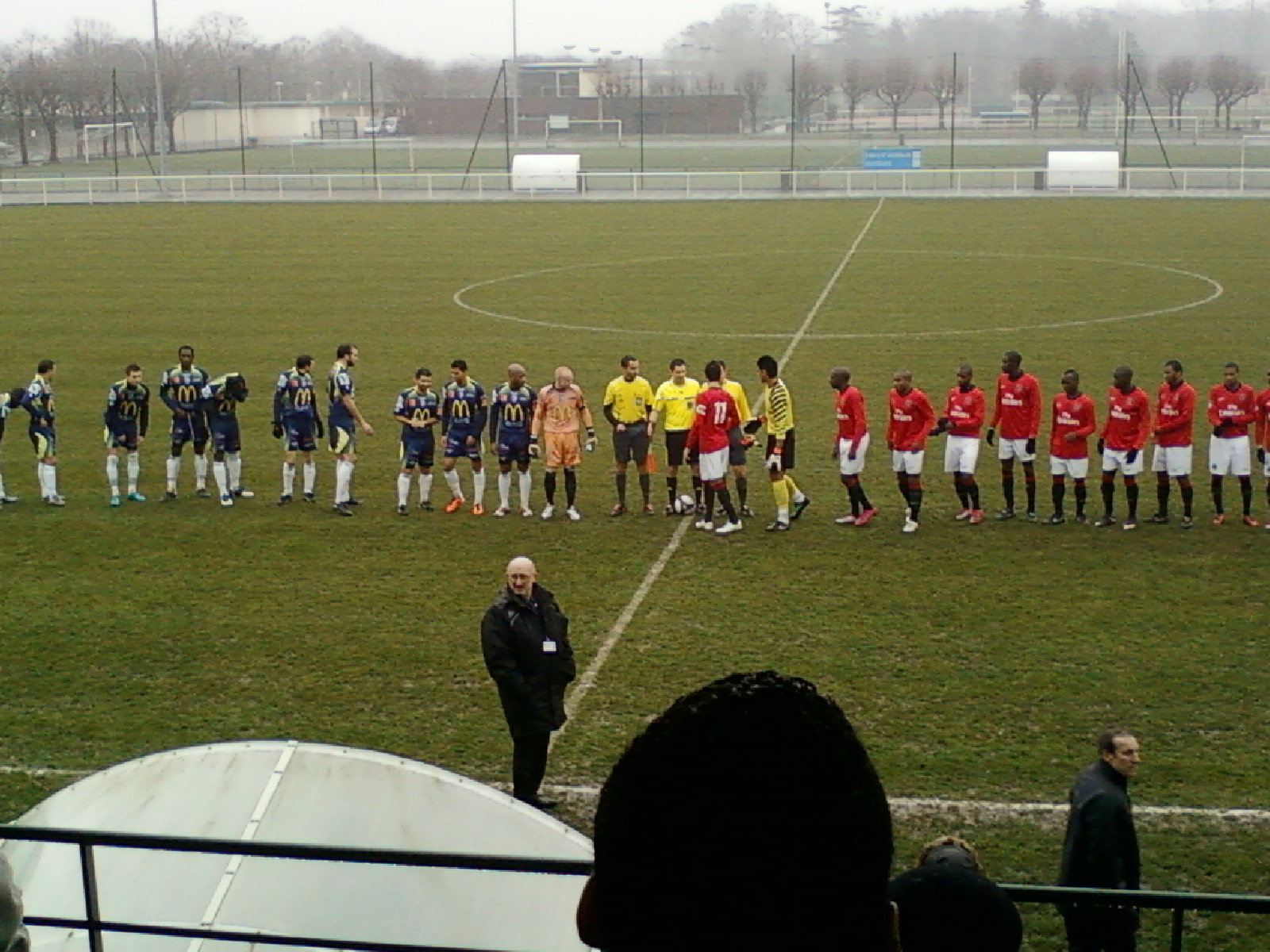
Villefranche Beaujolais (rood) bij de uitwedstrijd tegen Paris Saint-Germain B in 2011

Football Club Villefranche Beaujolais is een Franse voetbalclub uit Villefranche-sur-Saône.
De club ontstond in 1927 toen de voetbalafdeling van omnisportvereniging Cercle sportif de Villefranche, die sinds 1919 speelde, verzelfstandigd werd en de club FC Villefrance werd. De club speelde tussen 1953 en 1958, 1966 en 1969 en het seizoen 1970/71 in de Division National (destijds het hoogste amateurniveau). Vanwege een herstructurering kwam de club in 1971 in de nieuwe Division 3. In 1976 degradeerde de club en was in 1978 een van de startende clubs in de nieuwe Division 4. In 1980 keerde Villefrance terug in de Division 3. In 1983 promoveerde de club naar de Division 2 nadat twee ploegen afzagen van promotie. Na één seizoen degradeerde de club en zakte eind jaren 80 weg naar de lagere amateurreeksen.
In 1985 was de naam van de streek Beaujolais aan de naam toegevoegd. In 2004 promoveerde Villefrance Beaujolais naar het Championnat de France Amateur 2 en in 2008 naar het Championnat de France Amateur. In het seizoen 2017/18 won de club haar poule en promoveerde naar het Championnat National.
Aubagne ·
Boulogne · 
Bourg-en-Bresse 01 · 
Châteauroux ·
Concarneau ·
Dijon · 
Le Mans ·
Nancy · 
Nîmes ·
Orléans ·
Paris 13 Atletico · 
Quevilly-Rouen ·
Rouen · 
Sochaux ·
Valenciennes ·
Versailles ·
Villefranche